# Thysanotus wangariensis
Thysanotus wangariensis är en sparrisväxtart som beskrevs av Norman Henry Brittan. Thysanotus wangariensis ingår i släktet Thysanotus och familjen sparrisväxter. Inga underarter finns listade i Catalogue of Life.